# Liam Clancy

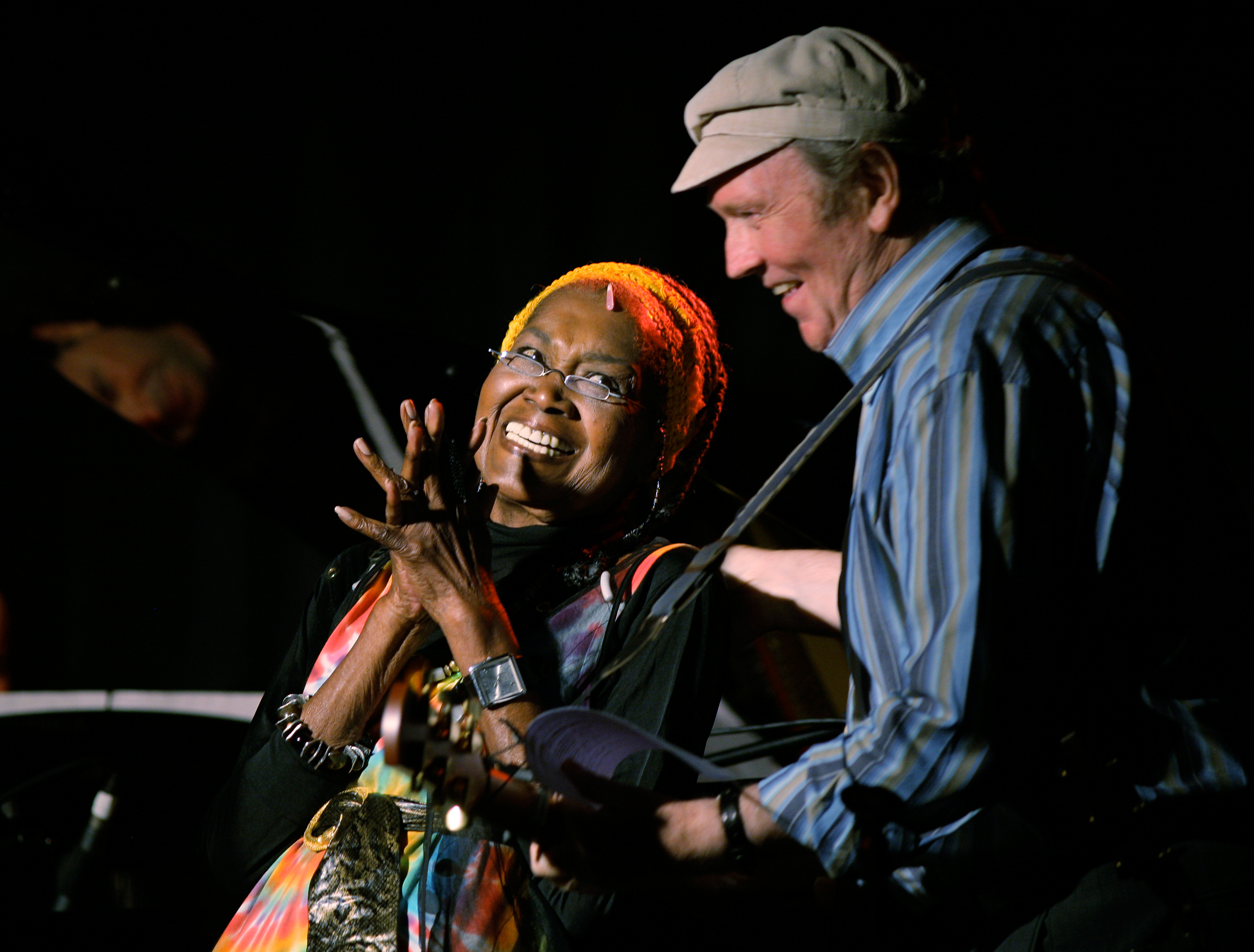
Odetta en Liam tijdens het Clonmel Junction Festival, juli 2006

Liam Clancy (Carrick-on-Suir, 2 september 1935 – Cork, 4 december 2009) was een Ierse traditionele zanger en gitarist. Met zijn broers Tommy Clancy, Patrick Clancy en Tommy Makem maakte hij deel uit van de populaire groep The Clancy Brothers and Tommy Makem.

## Levensloop
Liam was de jongste van The Clancy Brothers. Hij groeide op in Carrick-on-Suir, County Tipperary, Ierland.
In 1955 was de Amerikaanse song-collector Diane Hamilton bij de Clancy's tijdens haar tournee door Ierland. Liam ging met haar naar Keady, County Armagh, waar zij kennismaakte met de zangeres Sarah Makem en haar zoon Tommy. Liam en Tommy emigreerden het jaar daarop naar de Verenigde Staten hopende op een loopbaan met acteren en optreden voor de televisie.
Liam begon op te treden met zijn reeds in Amerika aanwezige broers en aan het eind van de jaren vijftig kwam de groep The Clancy Brothers & Tommy Makem tot stand. In 1975 verliet hij de groep en na enige solo-optredens besloten Liam en Tommy Makem (overleden in 2007) een duo te vormen en maakten diverse albums tot 1988. Daarna ging hij weer solo optreden en later deed hij weer mee aan andere formaties.
In 1984 was Liam weer bij de Clancy Brothers voor concerten in Dublin, Belfast, Cork, Galway en in New Yorks Lincoln Center. Ofschoon bij met zijn broers en zijn neef Robbie O'Connell speelde, kwam in 1990 een hechte samenwerking van ongeveer zes jaar tot stand tussen Liam en Paddy Clancy. In 1996 ging Clancy weer met de Clancy Brothers: Paddy en Bobby en Robbie O'Connell op pad en zij maakten een album Older But No Wiser en bereidden een afscheidstournee voor. Daarna werd er weer een nieuwe groep geboren met zijn zoon Donal en Daniel O'Connell als Clancy, O'Connell & Clancy van 1996 tot 1999.
In 2005 is Liam Clancy het laatst overgebleven lid van de Clancy Brothers. In 2006 bracht de Ierse televisie een twee uur durende documentaire over Liam Clancy onder de titel The Legend of Liam Clancy. In februari 2007 won deze documentaire een prijs voor de beste serie van de Irish Film & Television Academy in Dublin.
Clancy woonde tot zijn dood in Ring, een kleine plaats in County Waterford waar hij zijn eigen opnamestudio had. In deze studio zijn ook de albums van de bekende folkgroep Danu opgenomen, een groep waarin de zoon van Liam, Donal Clancy, gitaar speelt.
Clancy overleed op 4 december 2009.

## Discografie
Tommy Makem and Liam Clancy
- The Lark in the Morning - 1955
- Makem & Clancy
- Concert
- Two for the Early Dew
- Collection - 1980
- Waltzing Matilda/Red is the Rose - 1981
- Live at the National Concert Hall - 1983
- We've Come a Long Way - 1986

Met The Clancy Brothers and Tommy Makem
- The Rising of the Moon - of Irish Songs of Rebellion - 1959
- Come Fill Your Glass with Us of Irish Songs of Drinking - 1959
- The Clancy Brothers & Tommy Makem - 1961
- A Spontaneous Performance Recording - 1961
- Hearty and Hellish! A Live Nightclub Performance -1962
- The Boys Won't Leave the Girls Alone - 1962
- Sing of the Sea - 1963
- In Person at Carnegie Hall - 1963
- The First Hurrah! - 1964
- Recorded Live in Ireland - 1965

Solo en met anderen
- Liam Clancy - 1965
- Farewell to Tarwaithie - 1974
- The Dutchman - 1983
- Older but not Wiser -1996
- Shine on Brighter - 1996 (Clancy, Evans & Doherty)
- Clancy, O'Connell & Clancy - 1998
- The Wild and the Wasteful Ocean - 1998
- Liam Clancy - Irish Troubadour - 1999
- Irish Pub Songs - 2000
- Liam Clancy - Those Were the Days - The Essential - 2007
- Liam Clancy - The Wheels of Life - 2009

- Bibliothèque nationale de France: cb14025912t (data)
- Gemeinsame Normdatei: 124022162
- International Standard Name Identifier: 0000 0000 7366 7042
- Library of Congress Control Number: n82020010
- MusicBrainz: a8b67e28-baf1-4159-ba2e-c203f2d2ae83
- Nationale Bibliotheek van Israël: 987007604407505171
- Nederlandse Thesaurus van Auteursnamen: 096880309
- Virtual International Authority File: 67388695
- WorldCat: E39PBJxmHKHjgFBGgmvCTWb68C